# ... و عدالت برای همه (آلبوم)
... و عدالت برای همه (به انگلیسی: And Justice for All...)‏ ۴اُمین آلبوم استودیویی گروه متالیکا است. این آلبوم در ۲۵ اوت ۱۹۸۸ و با لیبل الکترا رکوردز منتشر شد. پس از مرگ کلیف برتون، و عدالت برای همه اولین آلبوم متالیکا بود که جیسن نیوستد به عنوان باسیست، گروه را همراهی می‌کرد. آلبوم تا ۹ ژوئن ۲۰۰۳، موفق شد گواهینامهٔ ۸ پلاتین از آرآی‌اِی‌اِی دریافت کند.
متن ترانه‌ها در فضایی تاریک سیر می‌کند و سرتاسر به مفاهیم سیاسی و بی‌عدالتی‌های قانونی و موضوع‌هایی هم‌چون منشور جنگ، سانسور و به‌کارگیری سیاست‌های فاجعه‌آمیز برای جهانیان (به منظور منفعت‌جویی از جانب قدرت‌های سیاسی) می‌پردازد. و عدالت برای همه از نظر موسیقی، پیچیده‌ترین ساختار را درمیان تمام آلبوم‌های متالیکا دارد. تنظیم قطعه‌ها به‌ویژه برای یک آلبوم ترش متال پیچیده به نظر می‌رسند، تا حدی که از این لحاظ بی‌شباهت به پراگرسیو متال نیستند. صدای بسیار پایین گیتار باس—که تقریباً شنیده نمی‌شود—و وجود نقص‌هایی در مرحلهٔ تولید و ضبط، از نکات قابل ذکر این آلبوم هستند و به همین دلیل آل‌میوزیک از آن با عنوان «شاهکار کمی ناقص سال‌های ترقی متالیکا» یاد کرده است. در روی جلد آلبوم تصویر ترک‌خوردهٔ بانوی عدالت به‌چشم می‌خورد در حالی که به بند کشیده شده و سینه‌های‌اش عریان هستند و هردو کفهٔ ترازویش با دلار پر شده‌اند. جملهٔ And Justice for All...  با فونتی شبیه به آثار گرافیتی در گوشهٔ پایین و سمت راست جلد درج شده است. طراحی جلد را استفان گُرمِن بر مبنای ایدهٔ پیشنهادی جیمز هتفیلد و لارس اولریک انجام داده است.

## بازخورد
| بررسی جمعی                 | بررسی جمعی           |
| منبع                       | رتبه‌بندی             |
| -------------------------- | -------------------- |
| متاکریتیک                  | ۹۳/۱۰۰ (نسخهٔ گسترده) |
| بررسی انتقادی              |                      |
| منبع                       | رتبه‌بندی             |
| آل‌میوزیک                   | [ ۵ ]                |
| شیکاگو تریبون              | [ ۶ ]                |
| دانشنامه موسیقی عامه‌پسند   | [ ۷ ]                |
| Metal Forces               | ۱۰/۱۰                |
| پیچفورک                    | ۹٫۳/۱۰               |
| کیو                        | [ ۱۰ ]               |
| راک هارد                   | ۹٫۵/۱۰               |
| رولینگ استون               | [ ۱۲ ]               |
| راهنمای آلبوم رولینگ استون | [ ۱۳ ]               |
| ویلج ویس                   | C+                   |

... و عدالت برای همه از سوی منتقدان موسیقی تحسین شد. این آلبوم در سال ۲۰۱۷، در فهرست «۱۰۰ آلبوم برتر متال تمام دوران» رولینگ استون در رتبه ۲۱ قرار گرفت. این آلبوم همچنین در کتاب ۱۰۰۱ آلبومی که قبل از مرگ باید بشنوید حضور دارد.

## لیست آهنگ‌ها
تمامی اشعار توسط جیمز هتفیلد سروده شده است، به‌استثنای بخش گفتاری «زیستن مردن است» که پس از مرگ به کلیف برتون نسبت داده شده زیرا بر پایهٔ چهار خط سرودهٔ او اقتباس شده است.
| طرف یک | طرف یک               | طرف یک                               | طرف یک |
| شماره  | نام                  | آهنگساز                              | مدت    |
| ------ | -------------------- | ------------------------------------ | ------ |
| ۱.     | «به سیاهی رفته»      | جیمز هتفیلد لارس اولریش جیسون نیوستد | ۶:۴۲   |
| ۲.     | «… و عدالت برای همه» | هتفیلد اولریش کرک همت                | ۹:۴۶   |

| طرف دو | طرف دو        | طرف دو            | طرف دو |
| شماره  | نام           | آهنگساز           | مدت    |
| ------ | ------------- | ----------------- | ------ |
| ۳.     | «چشم نظاره‌گر» | هتفیلد اولریش همت | ۶:۲۵   |
| ۴.     | «تنها»        | هتفیلد اولریش     | ۷:۲۶   |

| طرف سه | طرف سه                  | طرف سه            | طرف سه |
| شماره  | نام                     | آهنگساز           | مدت    |
| ------ | ----------------------- | ----------------- | ------ |
| ۵.     | «کوتاه‌ترین نی»          | هتفیلد اولریش     | ۶:۳۵   |
| ۶.     | «دروگر اندوه»           | هتفیلد اولریش     | ۵:۴۵   |
| ۷.     | «مرزهای ازهم‌گسیخته عقل» | هتفیلد اولریش همت | ۷:۴۳   |

| طرف چهار   | طرف چهار         | طرف چهار                 | طرف چهار |
| شماره      | نام              | آهنگساز                  | مدت      |
| ---------- | ---------------- | ------------------------ | -------- |
| ۸.         | «زیستن مردن است» | هتفیلد اولریش کلیف برتون | ۹:۴۹     |
| ۹.         | «شب رنگرزها»     | هتفیلد اولریش همت        | ۵:۱۴     |
| مجموع مدت: | مجموع مدت:       | مجموع مدت:               | ۶۵:۲۵    |